# Ruta Estatal de Arizona 179
La Ruta Estatal de Arizona 179, y abreviada SR 179 (en inglés: Arizona State Route 179) es una carretera estatal estadounidense ubicada en el estado de Arizona. La carretera inicia en el sur desde la I 17  hacia el norte en la SR 89A     en Sedona. La carretera tiene una longitud de 23,3 km (14.49 mi).

## Mantenimiento
Al igual que las autopistas interestatales, y las rutas federales y el resto de carreteras estatales, la Ruta Estatal de Arizona 179 es administrada y mantenida por el Departamento de Transporte de Arizona por sus siglas en inglés ADOT.